# 파사우 대학교
파사우 대학교(Universität Passau)는 독일 바이에른주 파사우에 있는 대학교이다. 1978년 10월 9일에 문을 열어 바이에른에서 가장 젊은 대학이지만, 대학의 기원은 1622년까지 거슬러 올라간다. 이 해에 레오폴트 5세에 의해서 1612년에 설립된 김나지움에 대학교육기관이 병설되었다. 1803년에는 리체움(Lyzeum)이 설립되어 1923년에 철학신학대학으로 바뀌었다. 1978년 8월 1일, 파사우의 이 대학을 파사우 대학교의 가톨릭신학학부로 편입시키는 법안이 발효되었다. 1978년 겨울학기부터 학생들이 여기서 배울 수 있게 되었다.